# 陈邦国
陈邦国（1943年—），安徽桐城人，副总警监，中华人民共和国政治人物。
1967年，毕业于清华大学冶金系，后供职于国营望江机器制造厂、四川省重庆市南岸区。1992年，升任四川省重庆市委政法委副书记。次年，再升重庆市委常委、政法委书记。1997年，兼任重庆市公安局局长。2001年，升任重庆政法委书记，次年兼任重庆市政协副主席。